# Chío (revista)
Chío fue una revista juvenil española lanzada en 1965, suplemento primero de "La Actualidad Española" y luego del diario "El Alcázar". Pasó de esta forma por diferentes etapas:

## Primera etapa
Contaba con 28 páginas de 31 x 23 cm. y se vendía a 8 pesetas.
| Años | Números | Título               | Guionista        | Dibujante           | Procedencia |
| ---- | ------- | -------------------- | ---------------- | ------------------- | ----------- |
| 1965 | 1-      | La patrulla fantasma | Willie Patterson | Gerry Embleton      | Swift       |
| 1965 | 1-      | La isla del tesoro   | P. Gutiérrez     | Chiqui de la Fuente | Nueva       |
| 1965 | 1-      | Pipo y Pilonga       | P. Gutiérrez     | C. Baleztena        | Nueva       |
| 1965 | 1-      | Minino y Clorofila   | Raymond Macherot | Raymond Macherot    | Tintín      |

## Segunda etapa
En 1966, con su número 42, su formato se redujo a 29 x 20,5 cm; su número de páginas, a 16 y su precio, a 2 pesetas.
| Años | Números | Título            | Guionista         | Dibujante       | Procedencia |
| ---- | ------- | ----------------- | ----------------- | --------------- | ----------- |
| 1966 | 42-     | La Pandilla Ye-Yé | Antonio A. Arias. |                 | Nueva       |
| 1967 |         | El Canguro Boxy   | Gustavo Alcalde   | Cruz Delgado    |             |
| 1967 |         | Jimmy             | Antonio A. Arias  | Blanes          | Nueva       |
| 1967 |         | Relatos de Guerra | Carlos Pino       | Vicente Alcázar |             |
| 1968 |         | La Patrulla Azul  | Carlos Pino       | Vicente Alcázar |             |